# Acacia yunnanensis
Acacia yunnanensis är en ärtväxtart som beskrevs av Adrien René Franchet. Acacia yunnanensis ingår i släktet akacior, och familjen ärtväxter. Inga underarter finns listade i Catalogue of Life.